# 吉蒂里斯
吉蒂里斯，是西班牙加利西亚自治区卢戈省的一个市镇。 总面积294平方公里，总人口6259人（2001年），人口密度21人/平方公里。